# Fatou Jagne
Fatou Jagne (Fatou Jagne Senghore oder Jagne Senghor; geb. in Banjul) ist eine gambische Menschenrechtsaktivistin.

## Leben
Jagnes Vater war Senegalese, ihre Mutter Gambierin. Sie wuchs zunächst in Banjul auf, besuchte dann in Dakar die Grundschule und schloss 1991 das Lycéé Sénégalais de Banjul mit einem Baccalauréat mit der Bestnote ab.
1991/1992 studierte sie an der Université Cheikh Anta Diop de Dakar und konnte mithilfe eines Stipendiums des senegalesischen Bildungsministeriums an der Universität Toulouse I einen Bachelor in Vergleichender Rechtswissenschaft (Comparative Law) mit Schwerpunkt auf englischem Recht erwerben. Außerdem hat sie einen Master of Laws (LL.M.) in Economic and Communication Law und einen Master in Völkerrecht (International Law) der Universität Toulouse I. Nach ihrem Masterabschluss war sie 1997/1998 Fellow an der Universität Toulouse.
Von 1999 bis 2001 arbeitete sie als Programme Officer am Institute for Human Rights and Development in Africa (IHRDA) in Banjul (Gambia). Nach gewaltsam beendeten Studentenprotesten in Gambia im April 2000, bei denen 14 Studierende von staatlichen Sicherheitskräften getötet wurden, war sie Mitgründerin der Coalition of Human Rights Defenders. Außerdem war sie in diesem Zeitraum freiberufliche Produzentin und Moderatorin französischsprachiger Nachrichten für den Gambia Radio & Television Service (GRTS).
Ab Februar 2002 arbeitete sie für die Menschenrechtsorganisation Article 19, die sich international für Meinungsfreiheit und Informationsfreiheit einsetzt. Zunächst war sie Africa Programme Officer in Johannesburg (Südafrika), ab 2004 in Dakar (Senegal). Von 2005 bis 2011 war sie für die Organisation im globalen Netzwerk International Freedom of Expression eXchange (IFEX) tätig und untersuchte mit der Tunisia Monitoring Group Einschränkungen der Meinungsfreiheit in Tunesien. Jagne gründete 2010 in Senegal den westafrikanischen Ableger von Article 19 und wurde dessen Direktorin.
Von 2002 bis 2005 arbeitete sie für die Afrikanische Kommission der Menschenrechte und der Rechte der Völker (ACHPR) bei der Umsetzung einer Grundsatzerklärung zur Meinungsfreiheit in Afrika (Declaration of Principles on Freedom of Expression in Africa) mit und für den Sonderberichterstatter für Meinungsfreiheit in Afrika (Special Rapporteur on FoE in Africa).
Außerdem war sie Vorsitzende der African Platform on access to Information (APAI) und arbeitet für Amnesty International in der Regionalgruppe für Afrika.
Ein Schwerpunkt ihrer Tätigkeit in Gambia bilden die Versuche, nach dem Ende der diktatorischen Regierung Yahya Jammehs die nötigen Rahmenbedingungen für eine freie Presseberichterstattung zu schaffen und freie Meinungsäußerung zu ermöglichen. Sie beriet beispielsweise den Minister für Information, Demba A. Jawo, im Kabinett Adama Barrows.
Jagne ist mit dem Gambier Alasan Senghore verheiratet, der für die Internationale Föderation der Rotkreuz- und Rothalbmond-Gesellschaften (IFRC) arbeitet und hat mit ihm zwei Kinder.

## Auszeichnungen
Im April 2012 wurde bekannt gegeben, dass sie den französischen nationalen Verdienstorden Ordre national du Mérite in der Stufe Ritter (Chevalièr) erhält. Die Verleihung fand im April 2018 statt.
Im Juni 2019 wurde sie für ihren Einsatz für die Menschenrechte in Westafrika mit dem West African Shield Award der ugandischen Organisationen Pan African Human Rights Defenders Network (PAHRDN) und DefendDefenders ausgezeichnet.